# جکلین لوگان
جکلین لوگان (انگلیسی: Jacqueline Logan; ۳۰ نوامبر ۱۹۰۱ – ۴ آوریل ۱۹۸۳) هنرپیشه، کارگردان و فیلم‌نامه‌نویس اهل ایالات متحده آمریکا بود.

## گزیده فیلم‌شناسی
- مالی ئو (۱۹۲۱)
- منهتن (۱۹۲۴)
- متشکرم (۱۹۲۵)
- شاهنشاه (۱۹۲۷)
- نمایش نمایش‌ها (۱۹۲۹)
- سایه‌ها (۱۹۳۱)